# Teserakt
Teserakt (od starogrčkog: τέσσερεις (τέσσερις) ἀκτίνες „četiri zrake“) generalizacija je klasične kocke u četiri dimenzije. Radi se o četverodimenzionalnioj hiper kocki.
Teserakt se odnosi prema kocki kao kocka prema kvadratu.
Posjeduje 16 kutova, 32 brida jednake duljine, 24 četvorne površine omeđene s 8 stanica u obliku kocke.
| 3D projekcija |